# FBC Derthona
FBC Derthona is een Italiaanse voetbalclub uit Tortona die in de Serie D/A speelt. De club werd opgericht in 1908. De officiële clubkleuren zijn zwart en wit. Derthona speelde voor het laatst in de Serie B in 1931.

## Bekende (ex-)spelers
- Manuel Pasqual
- Luis Oliveira